# Польський національний комітет у Львові
Польський національний комітет у Львові — польська політична організація, що діяла у Львові під час Польсько-української війни в листопаді 1918 року.
Комітет був створений 3 листопада 1918 р. представником польської громади у Львові в частині міста, підконтрольній українцям, він об'єднував переважно представників національних і селянських партій. Політичною підтримкою ПНК були Демократична національна партія та Партія реальної політики. Осідкою ПНК був будинок Товариство земельного кредиту на вул. Коперника.
Діяльність ПНК була обмежена і практично зводилася до переговорів з представниками українців. Кілька разів домовлялися про припинення вогню, щоб забезпечити мирне населення продовольством, зібрати поранених і поховати загиблих. У зв'язку з триваючими боїми невдовзі після повстання склад комітету був вичерпаний, оскільки частина його членів була відрізана від штабу в Торгово-промисловій палаті, а інші опинилися на польському боці, через що ПНК не відіграв великої ролі в боях у Львові.
Президентом Комітету був близький до націонал-демократії Тадеуш Ценський.